# Pascal Demolon
Pour les articles homonymes, voir Demolon.
 (mai 2017).
Si vous disposez d'ouvrages ou d'articles de référence ou si vous connaissez des sites web de qualité traitant du thème abordé ici, merci de compléter l'article en donnant les références utiles à sa vérifiabilité et en les liant à la section « Notes et références ».
Pascal Demolon, né le 2 septembre 1964 à Soissons, est un acteur français.
Il a connu une reconnaissance plus tardive au cinéma avec Radiostars (2012) de Romain Lévy.

## Biographie

### Jeunesse et formation
Il est l’aîné d'une famille de huit enfants dont le père est agriculteur et couvreur, et la mère femme au foyer. Il est âgé de 11 ans lorsque son père meurt. La famille emménage ensuite à Reims dans une cité.
À la suite de la projection du film des Charlots, Bons baisers de Hong Kong, pendant laquelle il est fasciné par les réactions du public, il décide de devenir acteur.[réf. nécessaire]
À quatorze ans, il tourne le dos à l'école pour partir faire la plonge à la MJC André-Malraux de Reims quand Robert Hossein en était le patron.[réf. nécessaire]
Malgré les réticences de sa famille et après des années en tant qu'ouvreur au cinéma Gaumont de Reims, il prend des cours de comédie à l’Acting international de Paris. Souffrant d'une grande timidité, il assiste aux cours sans bouger en regardant les autres jusqu'au jour où l'un de ses professeurs lui laisse un délai d'une semaine pour monter sur les planches sous peine d'être renvoyé.[réf. nécessaire]
Formé par Robert Cordier, il était en cours avec Xavier Durringer qui lui propose de jouer dans sa pièce Bal Trap, aux côtés de Vincent Cassel, et Emmanuelle Chaulet. La pièce est jouée pendant deux années en France et à l'étranger. Cette pièce est aujourd'hui enseignée dans les cours de théâtre.[réf. nécessaire]

### Débuts
Dès lors, il fait de petites apparitions dans des films et des téléfilms. Ses débuts sont difficiles. Même s'il tourne pour de grands réalisateurs comme Ken Loach qui l'emmène au Festival de Cannes pour Land and Freedom, ou encore Jan Kounen qui le fait tourner dans deux de ses films, Dobermann et Blueberry, l'expérience secrète, il ne décroche que des petits rôles, et doit continuer de gagner sa vie à côté avec une multitude de petits boulots (dératiseur, serveur, rédacteur de protocoles de médicaments, contrôleur de tickets, placeur d'abonnements pour France Loisirs, vendeur chez Agnès B, caissier chez Franprix).
C’est avec le méconnu Adios ! de Nicolas Joffrin qu’il trouve son premier rôle principal en 1996.
Le succès est grandissant à la télévision, dans des registres très variés : il joue notamment un légionnaire romain dans la saison 6 de Kaamelott ou le redoutable Gaetan Merks dans la saison 2 de la série policière Braquo.

### Révélations
Au début des années 2010, l’acteur s’impose de plus en plus sur grand écran : après être apparu dans la lucrative comédie Tout ce qui brille (2010) et le très mal reçu thriller À l'aveugle (2011), il campe surtout Cyril, un animateur radio à succès dans Radiostars (2012) de Romain Lévy. Acclamé et multiplement récompensé au Festival international du film de comédie de l'Alpe d'Huez 2012, le film fait décoller sa carrière.[réf. nécessaire]
Grâce à ses rôles dans le feuilleton télévisé Rani (2011), sa prestation dans le film Elle l'adore (2014) qui confirme sa notoriété, Fais pas ci, fais pas ça ou Péplum.
En 2016, il joue aux côtés de Pierre Niney et François Civil dans la comédie Five de Igor Gotesman.
En 2017, il est à l'affiche de la comédie Baby Phone d'Olivier Casas, ainsi que de Le Rire de ma mère de Colombe Savignac et Pascal Ralite.
En 2024, il joue dans la mini-série de comédie Fiasco sur Netflix, co-créée par Igor Gotesman et Pierre Niney, pour lequel il obtient le prix d'Association des critiques de séries de meilleur second rôle.

## Accusation de violences conjugales
Suite à une plainte pour violences conjugales déposée contre lui début juin 2025, Pascal Demolon est écarté d'un jury du festival Ciné citoyen à Vannes. Il dément les accusations dont il fait l'objet’.

## Filmographie

### Cinéma
- 1990 : Délits d'amour de Valérie Franco
- 1993 : Coup de jeune ! de Xavier Gélin : le mec au scooter
- 1995 : Land and Freedom de Ken Loach : Milicien
- 1997 : Adios ! de Nicolas Joffrin : Léo
- 1997 : Dobermann de Jan Kounen : Inspecteur Lefèvre / Emmanuelle (Drag queen)
- 2001 : Un ange de Miguel Courtois : Stéphane Sarafian
- 2003 : Le Pharmacien de garde de Jean Veber : Junkie
- 2003 : Cette femme-là de Guillaume Nicloux : Dalton
- 2004 : Blueberry, l'expérience secrète de Jan Kounen : Dentiste
- 2006 : Les Fragments d'Antonin de Gabriel Le Bomin : Lieutenant Ferrou
- 2010 : L'Autre Dumas de Safy Nebbou : Gérard de Nerval
- 2010 : Tout ce qui brille de Géraldine Nakache et Hervé Mimran : le chauffeur de taxi
- 2012 : À l'aveugle de Xavier Palud : Warnas
- 2012 : Radiostars de Romain Lévy : Cyril
- 2013 : Blanche-Nuit de Fabrice Sebille : le commissaire Moulinette
- 2013 : Henri de Yolande Moreau : Jean-Pierre
- 2013 : Paris à tout prix de Reem Kherici : le flic
- 2013 : Lulu femme nue de Sólveig Anspach : Richard Castanaud
- 2013 : Nos héros sont morts ce soir de David Perrault : le finlandais
- 2014 : Jamais le premier soir de Mélissa Drigeard : Chadenat
- 2014 : Divin Enfant d'Olivier Doran : Xavier
- 2014 : L'Ex de ma vie de Dorothée Sebbagh : Christen
- 2014 : Elle l'adore de Jeanne Herry : Antoine
- 2014 : Astérix : Le Domaine des dieux d'Alexandre Astier et Louis Clichy : un gladiateur (voix)
- 2014 : Tu veux ou tu veux pas de Tonie Marshall : Christian Lavial
- 2015 : Discount de Louis-Julien Petit : Alfred
- 2015 : La Résistance de l'air de Fred Grivois : JP
- 2016 : Five de Igor Gotesman : Barnabé
- 2016 : Tout pour être heureux de Cyril Gelblat : Étienne
- 2017 : Mes trésors de Pascal Bourdiaux : Romain
- 2017 : Baby Phone d'Olivier Casas : Simon
- 2017 : Le Rire de ma mère de Colombe Savignac et Pascal Ralite : Romain
- 2018 : La Fête des mères de Marie-Castille Mention-Schaar : Jacques
- 2019 : La Source de Rodolphe Lauga : M. Drollet
- 2019 : La Fameuse Invasion des ours en Sicile de Lorenzo Mattotti : le duc (doublage)
- 2019 : Tambour battant de François-Christophe Marzal : Pierre
- 2020 : Brutus vs César de Kheiron : Décimus
- 2020 : Connectés de Romuald Boulanger : Nico
- 2021 : Haters de Stéphane Marelli : Zul
- 2022 : Hommes au bord de la crise de nerfs d'Audrey Dana : Ivan
- 2022 : Canailles de Christophe Offenstein : le commissaire
- 2023 : Toi non plus tu n'as rien vu de Béatrice Pollet : le juge d'instruction
- 2023 : Ma langue au chat de Cécile Telerman : Arnaud
- 2023 : 38°5 quai des Orfèvres de Benjamin Lehrer : Pr Morvick
- 2025 : De mauvaise foi d'Albéric Saint-Martin : Réginald

### Télévision
- 1991 : Navarro, épisode Comme des frères : Le violeur
- 1998 : Un homme en colère, saison 3, épisode 1
- 1998 : Avocats et Associés, épisodes Morts en série, Faux sanglant et Prise dans la toile réalisés par Philippe Triboit : Jérôme
- 2001 : La Crim', saison 3
- 2003 : Navarro, épisode La Foire aux sentiments : Patrick Schuller
- 2003-2004 : Frank Riva, Jean-Claude Marcellin, alias Pola
- 2004 : Diane, femme flic, saison 2 : ex-mari de Patricia Ferrière
- 2005 : Rose et Val, épisode Duo d'enfer : Alex
- 2005 : Alice Nevers, le juge est une femme, saison 4
- 2005 : PJ, saison 9, épisode 4 : Montinel
- 2005 : Maigret, épisode Maigret et l'étoile du nord réalisé par Charles Nemes : l'inspecteur Bastien
- 2006 : Sœur Thérèse
- 2006 : La Volière aux enfants de Olivier Guignard : l'homme manufacture 1
- 2006 : David Nolande, épisode L'Horloge du destin : Chef secouriste
- 2006 : Une femme d'honneur, épisode Violence conjugales : Pierre Botrel
- 2006 : L'Affaire Villemin
- 2007 : Section de recherches, épisode Ante mortem : Edouard Moly
- 2007 : Reporter, épisode #1.6 : Laurent Fontenelle
- 2007 : Une lumière dans la nuit d'Olivier Guignard
- 2007 : Éternelle (série) : le journaliste
- 2007 : Cellule Identité (série) : Frédérique
- 2007 : Monsieur Molina, épisode 2
- 2007 : Paris, enquêtes criminelles, saison 1
- 2008 : Julie Lescaut, Fragiles réalisé par Jean-Michel Fages : Jean-Jacques Dupuy
- 2009 : Pigalle, la nuit de Marc Herpoux et Hervé Hadmar
- 2009 : Kaamelott, Livre VI : Spurius Cordius Frontinius
- 2009 : Le Choix de Myriam de Malik Chibane
- 2009 : Les Petits Meurtres d'Agatha Christie, épisode Les Meurtres ABC
- 2010 : Profilage, saison 2, épisode 12
- 2010 : La Maison des Rocheville de Jacques Otmezguine : Pierre Langlois
- 2011 : Rani d'Arnaud Sélignac : Laroche
- 2011 : Braquo, saison 2, de Philippe Haïm et Éric Valette
- 2011 : L'ombre d'un flic de David Delrieux
- 2011 : E-Love d'Anne Villacèque
- 2013 : Chez Victoire : Un viticulteur
- 2013 : VDM, la série
- 2013 : La Source de Xavier Durringer
- 2013-2016 : Fais pas ci, fais pas ça, saisons 6 et 8 : Henry
- 2015 : Hero Corp, saison 4 de Simon Astier : Le gouverneur
- 2015 : Peplum, mini-série de Philippe Lefebvre : Bravus
- 2015 : Au nom du fils d'Olivier Péray : Michel
- 2017 : La Mante, mini-série créée par Alice Chegaray-Breugnot, Grégoire Demaison, Nicolas Jean et Laurent Vivier : Dominique Feracci
- 2018 : Au-delà des apparences d'Eric Woreth : Guillaume
- 2019 : Itinéraire d'une maman braqueuse d'Alexandre Castagnetti : Éric
- 2019 : D'un monde à l'autre de Didier Bivel : Thomas
- 2021 : En thérapie, épisode 33 Camille réalisé par Pierre Salvadori : le père de Camille
- 2021 : Les Aventures du jeune Voltaire d'Alain Tasma : Beauregard
- 2021 : Face à face de July Hygreck et Julien Zidi : Alain Rameau
- 2022 : Un alibi d'Orso Miret : Max
- 2024 : Fiasco (série Netflix) d'Igor Gotesman et Pierre Niney : Jean-Marc Torrosian

## Théâtre
- 1991: Bal Trap de Xavier Durringer, mis en scène Xavier Durringer, Guichet Montparnasse et tournée
- 2016 : Je vous écoute de Bénabar, mise en scène Isabelle Nanty, Théâtre Tristan Bernard
- 2017 : Les Discours dans une vie de Laurent Chalumeau, mise en scène Jérémie Lippmann, Théâtre de l'Oeuvre
- 2019 : La Guerre des Rose de Warren Adler, mise en scène Grégory Barco, tournée
- 2022 : Boire, fumer et conduire vite de et mise en scène Philippe Lellouche, Théâtre de la Madeleine
- 2023 : C'est qui qu'a fait quoi ? de Julie Estève, mise en scène Bertrand Degrémont et Pascal Demolon, Théâtre de l'Œuvre

## Animation
- 2013 : Astérix : Le Domaine des dieux réalisé par Alexandre Astier :  le gladiateur goth
- 2017 : La Fameuse invasion des ours en Sicile réalisé par Lorenzo Mattotti : le grand duc

## Distinctions

### Récompenses
- Association des critiques de séries 2024 : meilleur second rôle 26′ pour Fiasco[6]